# Niccolò Franco
Niccolò Franco (Benevento, 13 de septiembre de 1515-Roma, 11 de marzo de 1570) fue un famoso poeta y escritor satírico italiano de talante incisivo y vehemente. 

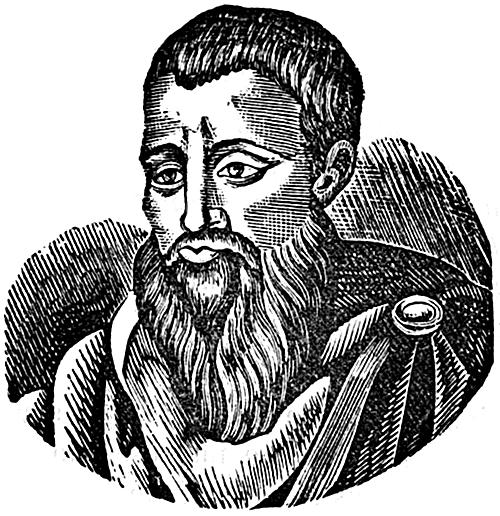
Niccolò Franco

## Trayectoria
A pesar de sus humildes orígenes, Franco tuvo acceso a la educación humanística en la escuela del hermano Vincenzo. Allí conoció al que se convertiría en su gran amigo, Antonio delli Sorici, y a Gian Pietro Carafa, futuro papa Pablo IV.
En 1534 se mudó a Nápoles, ciudad en la que entró en contacto con el jurista Bartolomeo Camerario. Sin embargo, debido a problemas económicos, en 1537 volvió a cambiar de ciudad, esta vez instalándose en Venecia, donde empezó a servir al conocido escritor y poeta Pietro Aretino del cual aprendió a usar su arte como instrumento político y cortesano. Aretino se percató rápidamente de la inteligencia, el talento y la imaginación de su ayudante y lo convirtió en su secretario personal.
Pero, años más tarde, Franco decidió trabajar por su cuenta, aprovechando la multitud de contactos que había hecho en sus años como secretario. La reacción de Aretino no se hizo esperar. Disgustado por la decisión de Franco y tras varias disputas verbales, lo atacó con un puñal, hiriéndole en el rostro. 
Por ese motivo, Niccolò Franco decidió mudarse de nuevo, esta vez a Roma, ciudad en la que logró, finalmente iniciarse como escritor y libelista, poniéndose al servicio de ciudadanos ilustres que le encargaban pasquines y libelos difamatorios contra varias personalidades del país. Fue este oficio el que le trajo más problemas, sobre todo cuando aceptó el encargo del procurador fiscal apostólico Alessandro Pallantieri: un libelo infamante contra el papa Pietro Carafa, acto que provocó la destitución inmediata de Pallantieri.
Fue un azote de los malos imitadores de Petrarca así como defensor de Erasmo de Róterdam, se enfrentó a la Iglesia Romana en diversas ocasiones, lo que acabaría por costarle la vida en manos de la Inquisición. Su texto Dialoghi piacevoli, publicado en 1539 influyó decisivamente en la obra de sus contemporáneos europeos, como los hermanos Valdés o Francisco de Quevedo más tarde.

## El final
Giovanni Angelo Medici sucedió como papa a Pablo IV y mandó excarcelar a Pallantieri, a quién nombró Gobernador de Roma, y condenó a muerte a dos importantes miembros de la familia Carafa. Si bien parecía que la suerte volvía a sonreír a Franco, la repentina muerte de Pío IV produjo la subida al poder del papa Antonio Michele Ghiselieri, protegido de la familia Carafa. El nuevo papa ordenó inesperadamente la revisión del caso Carafa, en el que Niccolò Franco se había visto relacionado años atrás. Víctima de registros en su casa y confiscados escritos y pertenencias, Franco fue interrogado y torturado en prisión hasta confesar su implicación con Pallantieri. 
Condenado a muerte de inmediato, Franco murió ahorcado el 11 de marzo de 1570 en Ponte Sant'Angelo, Roma.

## Obras destacadas
- Pistule vulgari (1538)
- Petrarchista (1538), sátira sobre los imitadores de Petrarca.
- Dialoghi piacevolissimi (1539)
- Rime contro Pietro Aretino (1545)
- Priapea (1546)
- Il Duello (1546)
- Philena (1546)